# St. Koloman (Schwarzenbach)

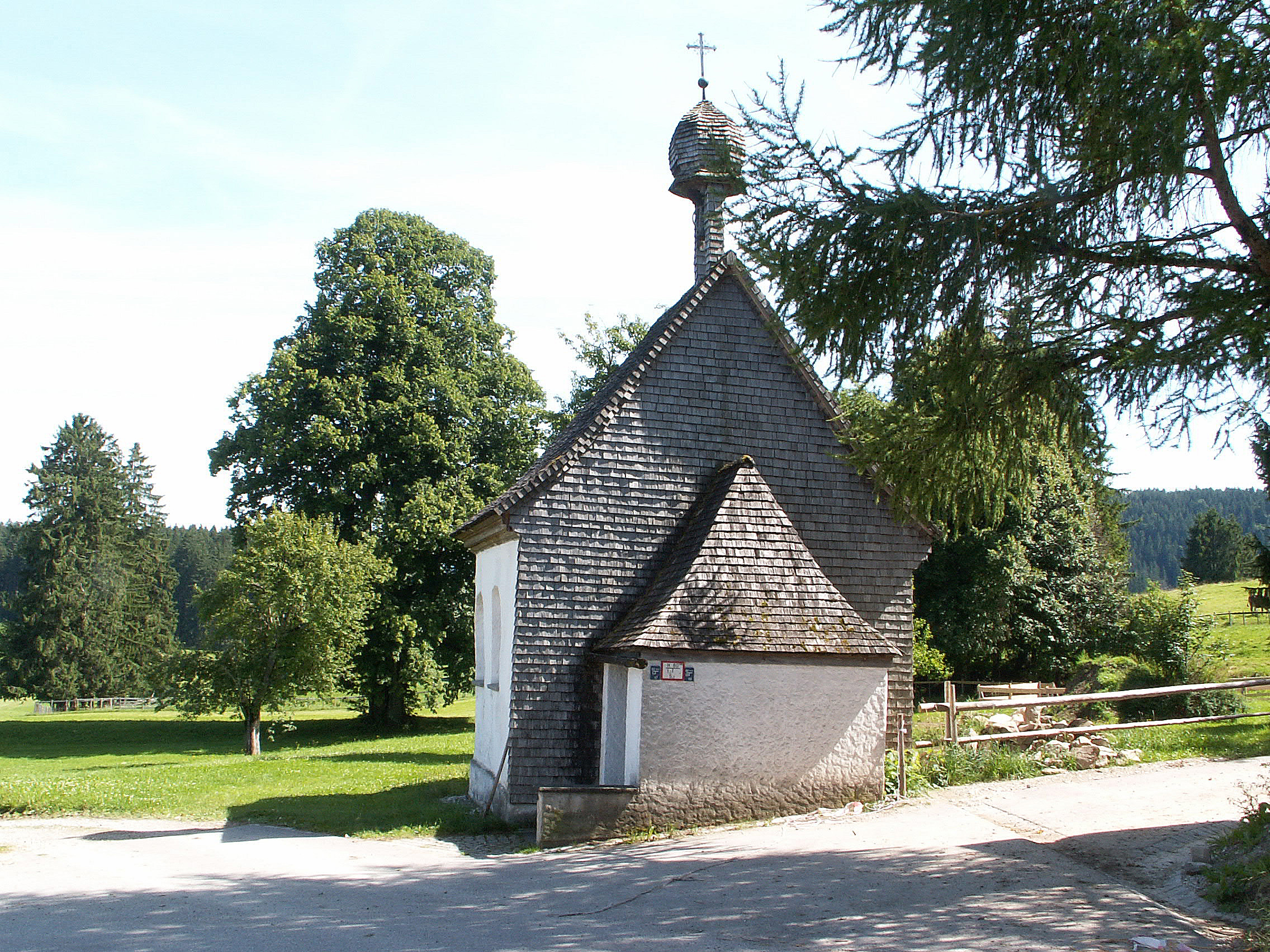
St. Koloman in Schwarzenbach

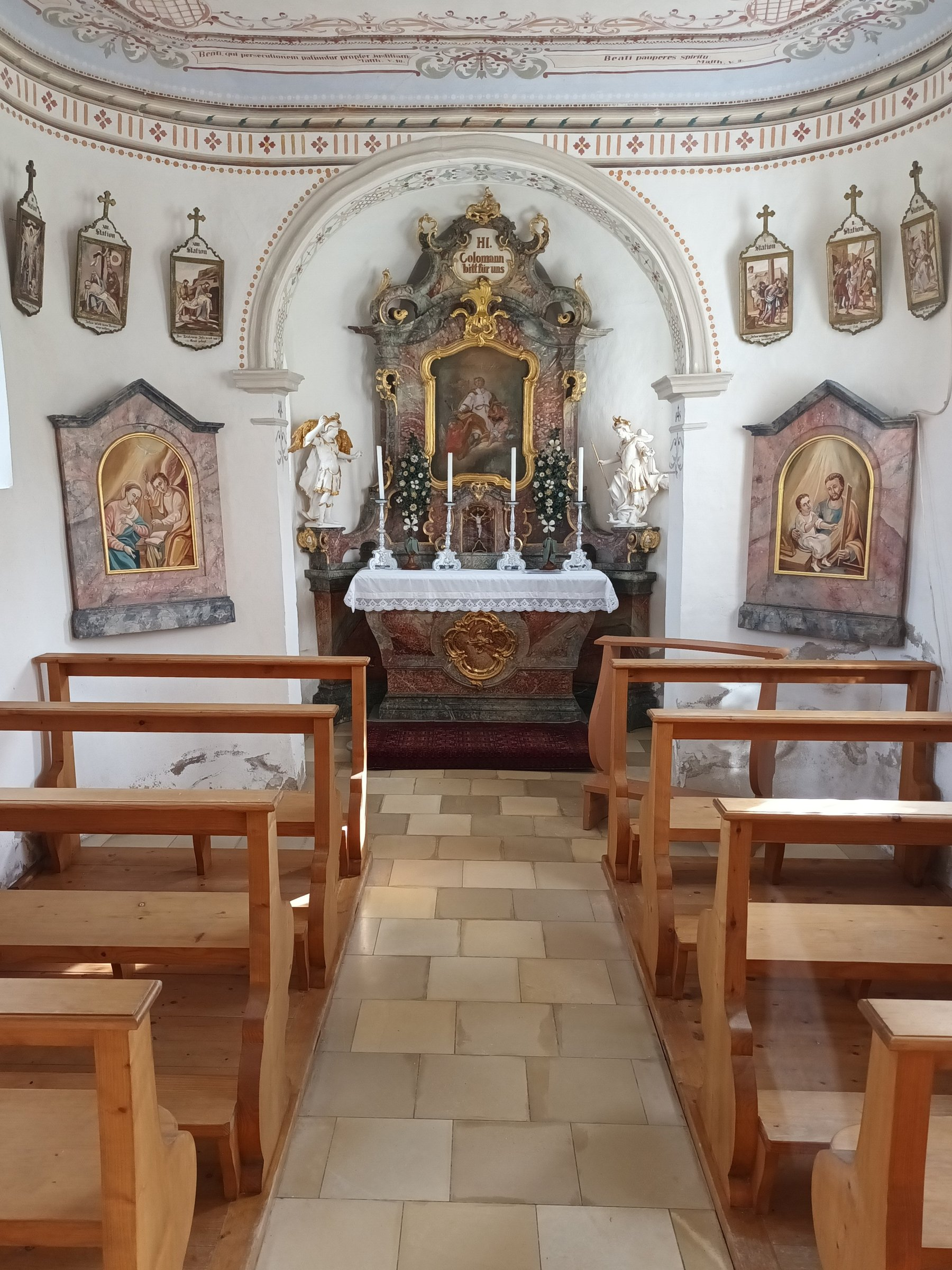
Innenansicht

Die römisch-katholische Kapelle St. Koloman steht in Schwarzenbach, einem Gemeindeteil von Seeg im schwäbischen Landkreis Ostallgäu von Bayern. Das Bauwerk ist in der Liste der Baudenkmäler in Seeg als Baudenkmal unter der Nr. D-7-72-170-44 eingetragen.

## Beschreibung
Die Kapelle wurde Mitte des 18. Jahrhunderts erbaut. Sie besteht aus einem Langhaus und einem eingezogenen, dreiseitig geschlossenen Chor im Osten. Aus dem Satteldach des Langhauses erhebt sich ein offener Dachreiter, in dem eine Kirchenglocke hängt, und der mit einer verschindelten Zwiebelhaube bedeckt ist. An der Fassade im Westen befindet sich ein Anbau, in dem das Portal untergebracht ist.